# Machico
Machico Madeira szigetének harmadik legnagyobb városa, a sziget első fővárosa; egyúttal a sziget azonos nevű járásának székhelye.

## Nevének eredete
A szigeten általánosan elfogadott legenda szerint a „Machico” név Robert Machim (más változatokban: MacKeane, illetve Machyn) skót nemes nevében gyökerezik. Az alacsony származású skót ifjú III. Edward udvarában beleszeretett Dorset grófjának lányába, Anne Dorsetbe (Anna d'Arfet-ba). Mivel a szülők az udvarban akarták férjhez adni lányukat, a fiú barátaival elszöktette őt az esküvő elől. Franciaországba tartottak, de egy vihar eltérítette őket. A vihar elültén egy zöld sziget (Madeira) öblében, a mai Machico helyén találták magukat.
A történet itt szomorú fordulatot vett: a szülei után bánkódó lány hamarosan meghalt, és kisvártatva követte szerelmese is. Társaik feliratot hagytak a sírjukon, hogy aki megtalálja a keresztet, építsen a sír fölé templomot, majd elhajóztak. A mór kalózok elfogták őket, és a fogságban elmesélték kalandjaikat egy velük raboskodó portugál tengerésznek, aki sok-sok évvel később kiszabadult, és elvitte a sziget hírét Portugáliába. Állítólag ez a történet inspirálta João Gonçalves Zarcót, hogy induljon el megkeresni a szigetet.
Zarco hajósai megtalálták az öbölben a sírt, és ott mondta el 1419. július 2-án a szigeten az első misét egy ferences barát. Ott építették fel a sziget első kápolnáját is (valószínűleg 1425-ben).

## Történelem
Machico volt a portugálok első települése Madeira szigetén. Itt rendezte be székvárosát Zarco felfedezőtársa, Tristão Vaz Teixeira, és több mint fél évszázadon át (1497-ig, a sziget közigazgatásának egyesítéséig) ez volt a sziget keleti felének fővárosa. Utána jelentőségét vesztette.

## Földrajzi helyzete

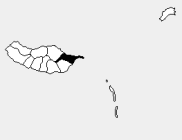
Machico járás térképe

A 12 ezer lakosú város a sziget keleti partján, Santa Cruz és a Szent Lőrinc-félsziget között, az azonos nevű patak (Ribeira de Machico) széles, termékeny völgyében, illetve a szomszédos dombok lankáin fekszik. A már-már folyó méretű patak télen meglehetősen sok vizet visz az óceánba.

## Látnivalók

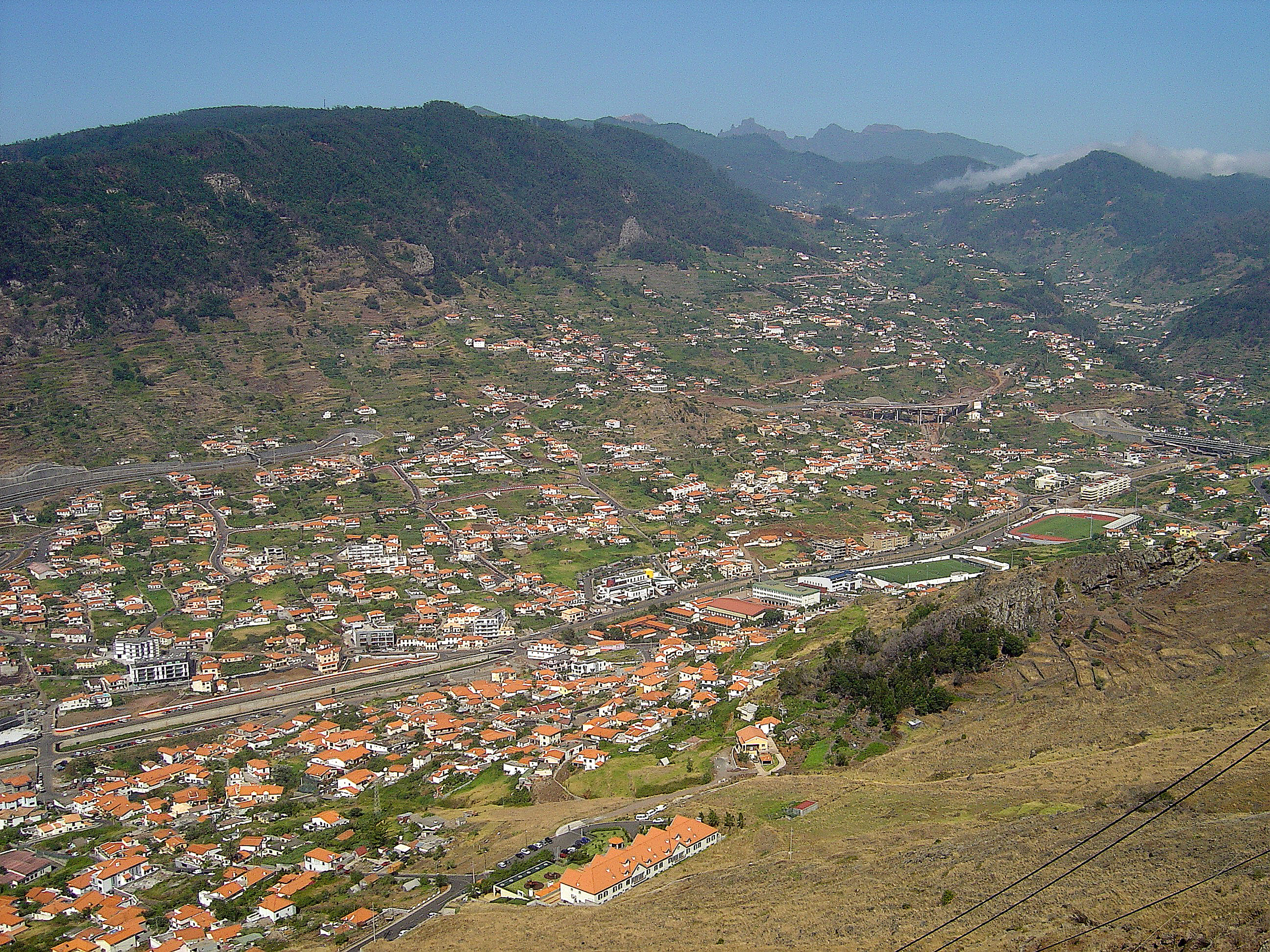
Machico völgye

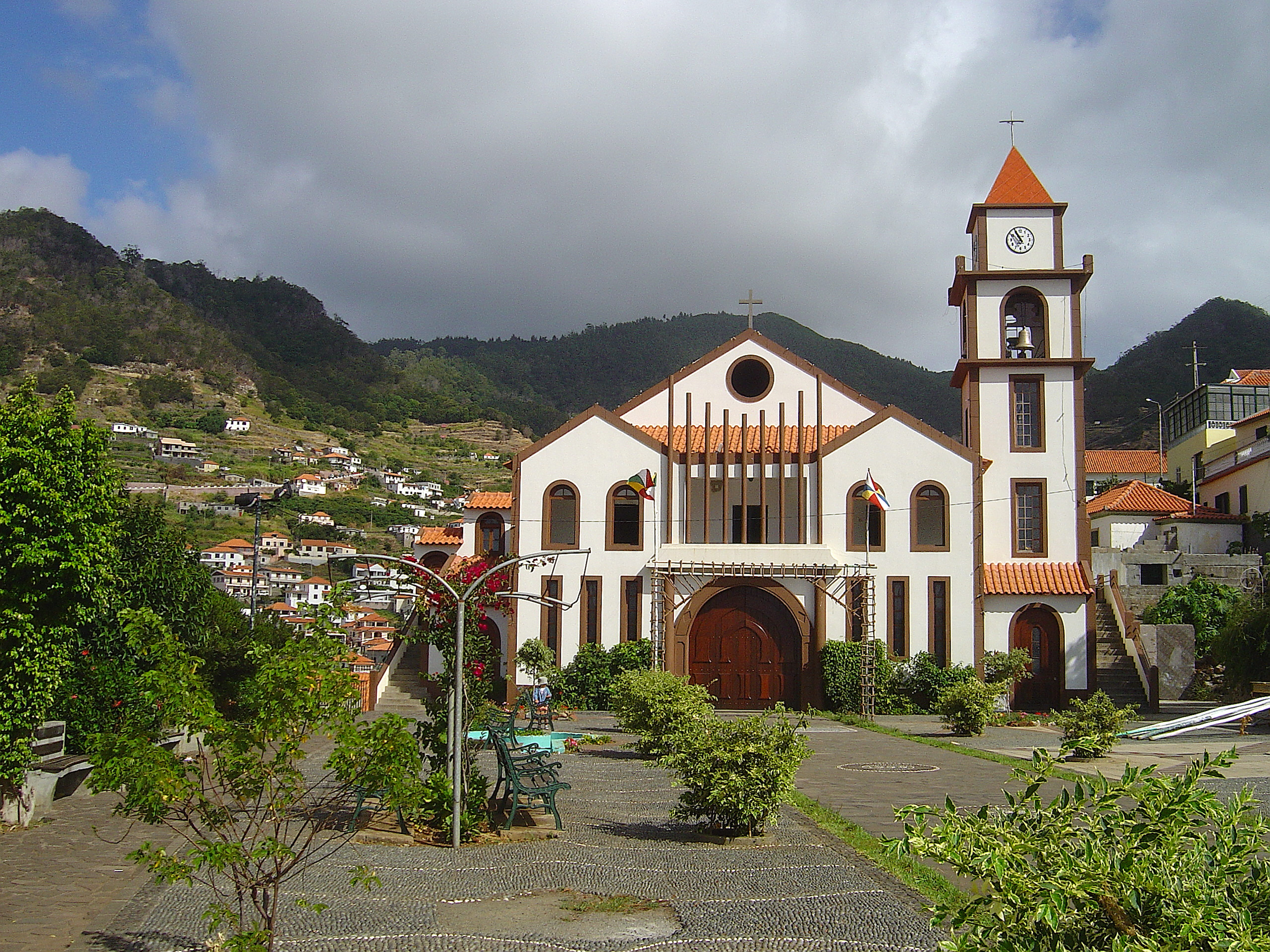

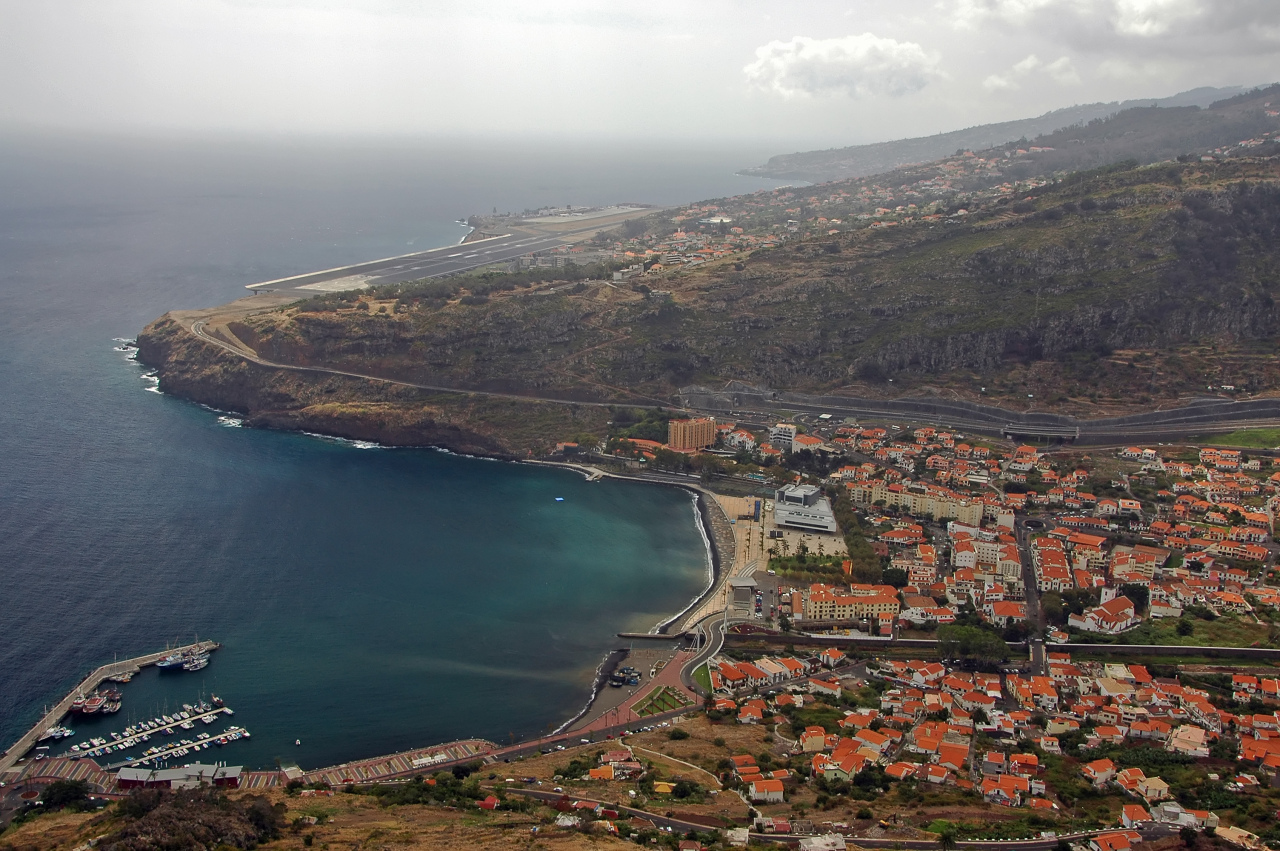
Machico, a háttérben a Szent Katalin repülőtérrel

- A Banda d' Alemnek nevezett történelmi halásznegyed. Largo dos Milagresnek nevezett főterét indiai babérfák borítják árnyékba. Az egykori hajógyártó üzem helyén ma sétány és (fekete bazaltkavicsos) strand húzódik.
- A város központja a Csodák terén (Largo dos Milagres) álló Csodák kápolnája (Capela dos Milagres) a sziget első kápolnájának helyén áll – itt mondta el 1419. július 2-án egy ferences rendi szerzetes az első szentmisét a szigeten. A mai épületet 1810-ben emelték, miután az eredeti épületet az oromzati címer és a csúcsíves kapu kivételével elmosta az árvíz. Az oltártól jobbra látható festmény azt a csodás jelenetet ábrázolja, amikor egy amerikai tengerész az öbölben megtalálta a leomlott templom 16. században faragott Krisztus-szobrát, amit a folyó a tengerbe vitt. A Csodatévő Krisztus (Senhor dos Milagres) szobra most a templom főoltárának ékessége. A szobor csodás megmenekülését minden október 8-án megünneplik; az ünnepre a sziget minden részéből idezarándokolnak azok, akik könyörögni akarnak maguk vagy szeretteik gyógyulásáért.

A bejárat mellett táblácska mutatja, milyen magasan öntötte el a környéket az 1956-os árvíz (ami azonban nem tett érdemleges kárt az épületben).
- Erődök – az erődöket a városlakók a kalózok ellen védelmül építették. A három erődből kettő maradt fenn:
  - a Forte São João de Baptista (mára magántulajdonban) – a 16. századi épületben később kórházat rendeztek be, ma pedig néhány „retornado”, azaz az afrikai portugál gyarmatokról azok függetlenné válásakor az anyaországba visszatelepült portugál él benne;
  - a háromszögletű Forte Nossa Senhora do Amparo – ezt 1706-ban emelték; az őrséget a kalózok megfigyelésére a közeli Pico Fachón kiépített megfigyelő pontról riadóztatták. Az épületben ma az idegenforgalmi hivatal információs irodája működik.

Az erőddel ferdén szemben áll az 1932-ben épített halpiac.
- A Szeplőtelen Szűz temploma (Igreja Nossa Senhora de Conceição) a város egyik legrégibb épülete. 15. század legvégén építették – az oldalkapu három márványoszlopával I. Mánuel király ajándéka. A főbejárat gótikus díszítményei is eredetiek: az allegorikus alakok a gonoszt, illetve a jót jelképezik. A templom belsejét a barokk korban alaposan átalakították, csak a két oldalkápolnát hagyták meg többé-kevésbé eredeti, Mánuel stílusú állapotában – egyikükben a Teixeira család címere látható az önnön hamvából megifjodva újjáéledő főnixmadárral. Tristão Vaz Teixeira szobra a templom előtti téren áll.
- A templom előtti téren állítják fel a helybéliek minden május 1-jén a maiosnak nevezett, életnagyságúnál nagyobb szalmabábuikat, hogy azok mágikus erejükkel elriasszák végre a telet és az azt pártoló gonosz hatalmakat.
- A 20. század elején épített városházát a templommal átellenben találjuk. Homlokzatát a város két címere díszíti: a történelmi címer, amit I. Mánuel adományozott a városnak, egy régi csillagászati műszerre hasonlít, a 20. századi címer két cukornádtő öntözését ábrázolja.
- A déli korzó végén áll a Szent Rókus kápolna (Capela de São Roque). A kápolna belső szép barokk csempeképei szent Rókus életének jeleneteit mutatják be – a kápolna azonban csak nagyon ritkán tekinthető meg. A kápolna mellett fakad a parti sziklákból a Rókus-forrás, aminek a helybéliek többféle gyógyerőt is tulajdonítanak.
- A város széléről mintegy negyedórás sétával kapaszkodhatunk fel a Francisco Alvarez de Nobrega portugál költőről elkeresztelt Miradouro Francisco Alvarez de Nobrega kilátópontra.
- A Machicót és Caniçallal összekötő közúti alagút bejárata és a tenger között álló domb a Fáklya-hegy (Pico da Facho, 329 m). Az ismert kilátópontról jó időben a szomszédos Porto Santo szigete is látható. A magaslat onnan kapta nevét, hogy a középkorban az itt kiépített megfigyelőponton tüzet gyújtottak, ha kalózok vitorláit pillantották meg a távolban. A dombtetőn most egy vendéglő áll; specialitása a tenger gyümölcsei mellett a szardellához hasonló castanhetas.
- A közúti alagút bejáratánál, a Levada do Caniçal mellett kezdődik a sziget egyik legismertebb, Machicót Porto da Cruzzal összekötő turistaútja.